# تروفيج أوماغ 2019
تروفيج أوماغ 2019   هو سباق دراجات هوائية، وهو الموسم رقم 7 من السباق، وأقيم في 6 مارس 2019، وامتدّ لمسافة 161 كيلومتر، وهو أحد سباقات طواف أوروبا للدراجات 2019، وهو من نوع سباق يوم واحد، وهو من نوع سباق الدراجات.
فاز فيه بالمركز الأول Alois Kaňkovský ‏، وبالمركز الثاني أندريا جوارديني، وبالمركز الثالث Olav Hjemsæter ‏.

## الفائزون
| الترتيب | الفائز           |
| ------- | ---------------- |
| الفائز  | Alois Kaňkovský ‏ |
| الثاني  | أندريا جوارديني  |
| الثالث  | Olav Hjemsæter ‏  |